# Marie Silkeberg

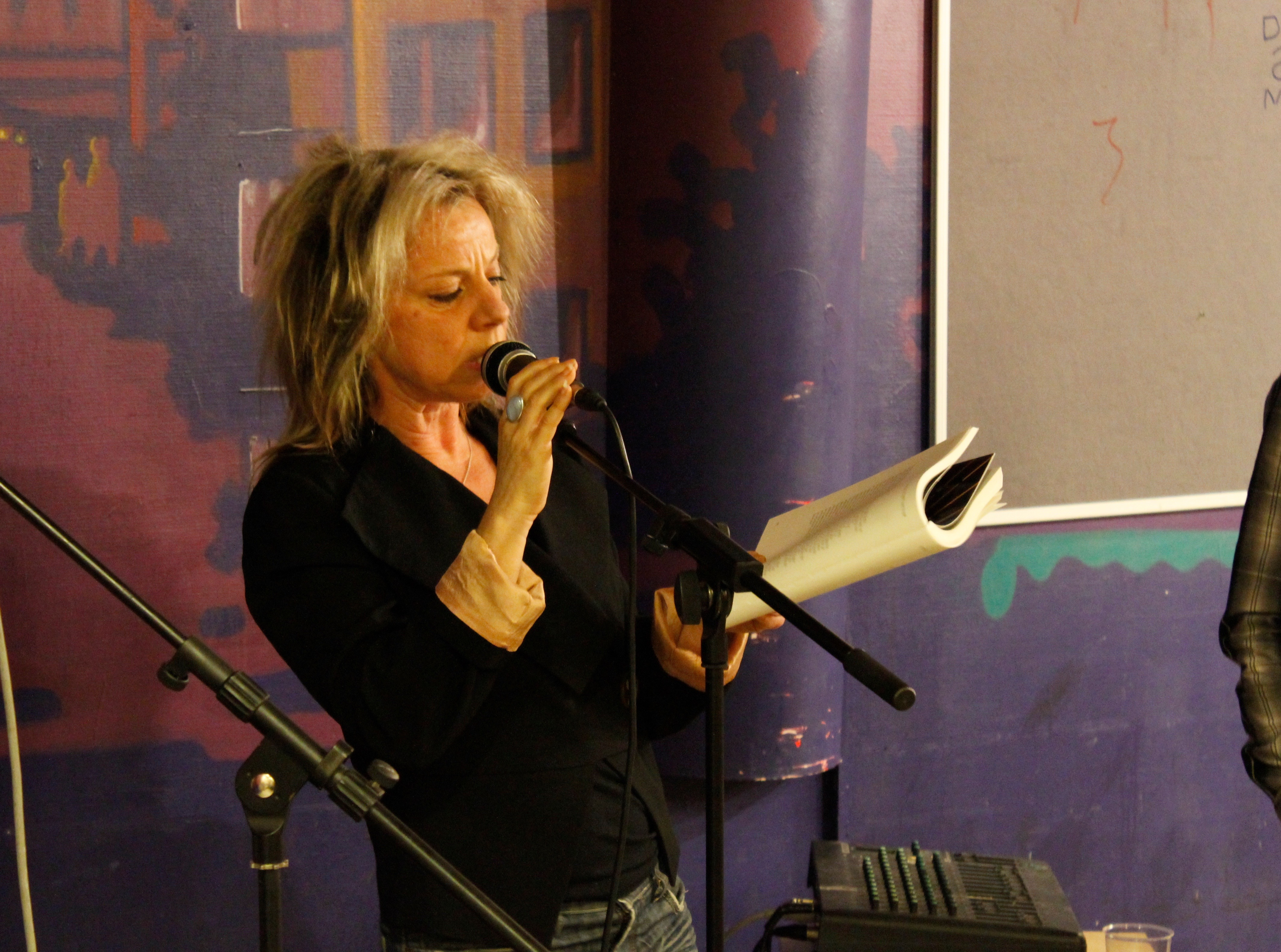
Marie Silkeberg läser ur Material, 2011

Sonja Marie Silkeberg, född 3 juni 1961 i Danmark, är en svensk författare och översättare. 

## Biografi
Silkeberg är främst poet, men har även skrivit dramatik och essäer. Hon har översatt bland andra Marguerite Duras, de danska poeterna Inger Christensen, Pia Tafdrup och Mette Moestrup, och de amerikanska poeterna Susan Howe, Rosmarie Waldrop, Claudia Rankine (tillsammans med Jenny Tunedal) och Alice Notley. Hon har varit handledare i litterär gestaltning vid Göteborgs universitet, och är sedan 2010 professor där. 2003 belönades hon med Sveriges Radios lyrikpris.

## Poesi Filmer
(tillsammans med Ghayath Almadhoun)
- Ödeläggelse IV Stockholm – Gaza, 2009
- The City, 2012
- Your Memory is My Freedom, 2012
- The Celebration, 2014
- SNOW, 2015

## Priser och utmärkelser
- 1996 – Stig Carlson-priset
- 1998 – Albert Bonniers stipendiefond för yngre och nyare författare
- 2003 – Karin Boyes litterära pris
- 2003 – Sveriges Radios Lyrikpris
- 2006 – Göteborgs-Postens litteraturpris
- 2007 – Karl Vennbergs pris
- 2007 – Kallebergerstipendiet
- 2013 – Sorescupriset
- 2017 – Signe Ekblad-Eldhs pris